# Tàu điện ngầm Cairo
Tàu điện ngầm Cairo (tiếng Ả Rập: مترو أنفاق القاهرة, tiếng La tinh: Metro Anfāq al-Qāhirah, sáng. "Tàu điện ngầm Cairo" hoặc مترو الأنفاق phát âm là [ˈmetɾo lʔænˈfæːʔ]) là hệ thống giao thông nhanh chóng ở Vùng đô thị Cairo, Ai Cập. Đây là hệ thống đầu tiên trong số ba hệ thống tàu điện ngầm chính thức ở châu Phi và là hệ thống đầu tiên ở thế giới Ả Rập được xây dựng. Nó được mở vào năm 1987 với tên gọi Tuyến 1 từ Helwan đến quảng trường Ramsis với chiều dài 29 km (18,0 mi). [10] Tính đến tháng 12 năm 2019, hệ thống metro Cairo có 65 ga (chủ yếu là At-grade), trong đó có 3 ga trung chuyển, với tổng chiều dài 77,9 km (48,4 mi). Hệ thống bao gồm ba tuyến hoạt động được đánh số từ 1 đến 3. Tính đến năm 2013, tàu điện ngầm đã vận chuyển gần 4 triệu hành khách mỗi ngày.
Tàu điện ngầm Cairo được điều hành bởi Cơ quan Quốc gia về Đường hầm. Các tuyến sử dụng khổ tiêu chuẩn (1.435 mm).